# Aiguilles du Meitin
Aiguilles du Meitin är en bergstopp i Schweiz. Den ligger i distriktet Entremont och kantonen Valais, i den södra delen av landet, 110 km söder om huvudstaden Bern. Toppen på Aiguilles du Meitin är 3 641 meter över havet.